# Бармаківське (заповідне урочище)

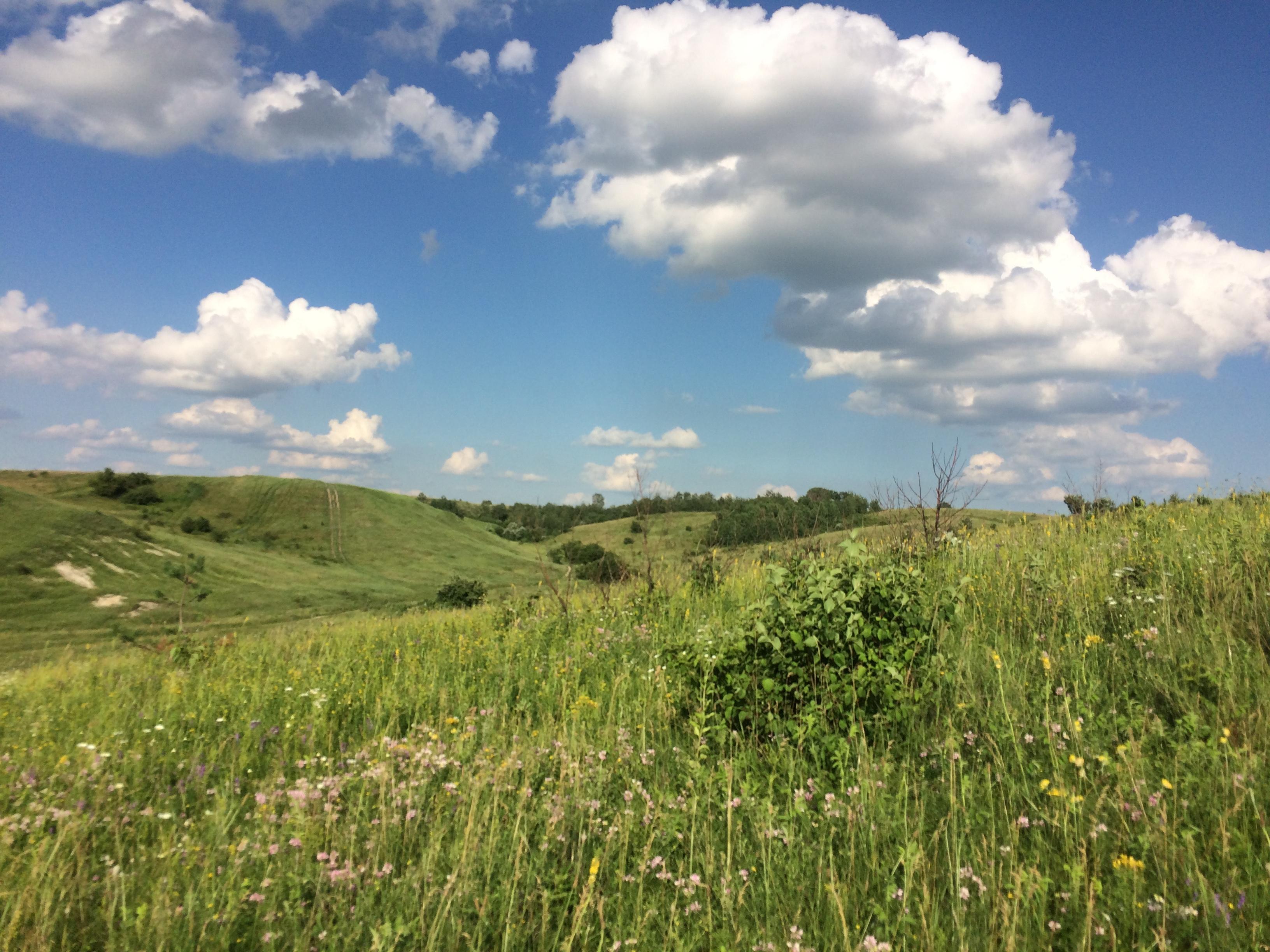

Бармакі́вське — заповідне урочище (лісове) місцевого значення в Україні. Розташоване в межах Рівненського району Рівненської області, на південь від села Бармаки. 
Площа 22,4 а. Статус надано згідно з рішенням Рівненського облвиконкому від 22.11.1983 року, № 343 (зміни згідно з рішенням облвиконкому від 18.06.1991 року, № 98, рішеннями обласної ради від 05.03.2004 року, № 322, від 27.05.2005 року, № 584). Перебуває у віданні Великожитинської сільської ради. 
Статус надано з метою збереження лісостепового природного комплексу на схилах частково залісненої балки. З деревних насаджень переважають граб, осика, черешня, із чагарників — глід, терен, жостір, шипшина, бруслина бородавчаста і бруслина європейська. Нерідко трапляється яблуня. Найціннішою частиною є ділянки південної експозиції з виходами крейди та лучно-степовою рослинністю, серед якої переважають тонконіг вузьколистий і пирій середній. Зростають: сонцецвіт звичайний, ковила пірчаста, еспарцет піщаний, шавлія лучна, типчак, келерія гребеняста, чебрець вапняковий, зіновать руська, льон жовтий, гадючник шестипелюстковий, бородач кровоспинний, миколайчики сині, анемона лісова, юринея павутинчаста, осока низька та багато інших видів, а також регіонально рідкісні види — горицвіт весняний, півники угорські, чебрець Маршалла, астрагал нутовий, суховершки великоквіткові, ковила найкрасивіша. Тут збереглася найбільша в Західній Україні ділянка рівнинного цілинного степу. Урочище характеризується як місцевість, де поширений один із найбільш ксерофітних (сухолюбних) ландшафтів у всьому Західноукраїнському регіоні. Зокрема, степова рослинність тут поширена не лише на схилах, як зазвичай у Західному Лісостепу, а й на горизонтальних ділянках (один з епітетів, яким іноді характеризують Бармаківське урочище - Рівненська Асканія). Рослинний покрив має надзвичайне різноманіття у видовому та кількісному складі. З ранньої весни до холодів забарвлення степового килиму багаторазово змінюється, причому на різних місцях воно може бути різним в один і той самий час. Найбільша видова насиченість має місце на ділянках різнотравно-лучного степу, які є найпоширенішим типом рослинності урочища. Вони нагадують строкатий килим з яскраво квітучих рослин на зеленому фоні. Особливо рясно цвіте шавлія, віскарія клейка, деревій, різак, еспарцет піщаний, конюшина гірська, чебрець, підмаренник справжній, синяк, якобея звичайна. У травні, починаючи з кінця квітня до початку червня, надзвичайно гарний сріблястий фон у багатьох місцях на ділянках з більш сухолюбною рослинністю створює ковила пірчаста та найкрасивіша - острови, створені заростями ковили, нагадують море, що хвилюється. На більшій частині урочища, що являє собою більш вологолюбний лучний степ, ковила поширена окремими рослинами та невеликими групами у складі насиченого травостою, гарно виділяючись на фоні домінуючого різнотрав'я. На виходах крейди поширені угруповання крейдяного степу з домінуванням чебрецю, осок, дикого часнику, костриці та еспарцету. Листяний ліс, що росте в балці, має дуже розвинений підлісок з чагарників та низьких дерев (крушина, горобина тощо) та покрив з мохів і трави. Місце являє велику ландшафтну, ботанічну та ентомологічну цінність.    
Урочище багате на різноманітні лікарські рослини. 
На території урочища дуже різноманітна фауна. Постійно мешкають: ссавці - ласка, лисиця, кріт, їжак європейський, землерийки, заєць сірий, полівки, хом'як, сліпак;  птахи - шпак звичайний, плиска жовта, посмітюха, жайворонок польовий, боривітер, канюк, зозуля, зяблик, сорока, сойка, дятел строкатий, соловейко східний, вівсянка звичайна, кам'янка звичайна, крук, перепілка, куріпка сіра, деркач тощо; плазуни - ящірка прудка, вуж звичайний, є дані про ще 3 види плазунів, що перевіряються; надзвичайно багатий світ комах та павуків. 
- У 1983 році цій ділянці з метою збереження і відтворення типових, рідкісних та червонокнижних видів комах (сколія степова, бражник-прозерпіна, бражник підмаренниковий, молочайний, вічкастий, джмелевидка скабіозова, строкатки, склівка осовидна, люцина, ктирі, бджола-тесляр, богомол звичайний, стебловий цвіркун-трубачик, шершень, кравчик-головач, вусач земляний шовковий, чорнотілки, бронзівки, махаон звичайний тощо) створено ентомологічний заказник місцевого значення. У 2005 році категорію ентомологічного заказника змінено на категорію заповідного урочища (лісового), де під охорону взятий еталонний природний комплекс Західноукраїнського Лісостепу, в якому представлений і байрачний ліс, і кілька типів степу, й типові зарості чагарників. Одночасно до нього приєднано ділянку площею 3,4 га, де виявлений малопоширений вид рослин — скорзонеру пурпурову. Також там наявна територія, де поширений рідкісний для умов Лісостепу ландшафт - типчаково-ковиловий степ на горизонтальній ділянці, де, окрім ковили пірчастої, що є характерною для всього урочища, на обмеженій території поширена також і ковила волосиста.

Перелік видів рослин Бармаківського заповідного урочища (неповний) 

Apiaceae - Селерові
Daucus carota L. - Морква звичайна
Eryngium planum L. - Миколайчики плоскі
Pastinaca sativa L. - Пастернак посівний
Peucedanum ruthenicum M.Bieb. - Смовдь руська
Pimpinella saxifraga L. - Бедринець звичайний
Seseli annuum L. - Жабриця однорічна
Trinia multicaulis (Poir.) Schischk. - Кучерявець багатостеблий
Aristolochiaceae - Хвилівникові
Asarum europaeum L. - Копитняк європейський
Asparagaceae - Холодкові
Anthericum ramosum L. - Віхалка гілляста
Asteraceae - Айстрові
Achillea millefolium L. - Деревій звичайний
Agrimonia eupatoria L. - Парило звичайне
Artemisia absinthium L. - Полин гіркий
Carduus nutans L. - Будяк пониклий
Carlina biebersteinii Bernh. ex Hornem. - Відкасник Біберштейна
Centaurea jacea L. - Волошка лучна
Centaurea scabiosa L. - Волошка коростянкова
Cichorium intybus L. - Цикорій дикий
Erigeron annuus (L.) Pers. - Злинка однорічна
Jacobaea vulgaris Gaertn. - Якобея звичайна
Jurinea calcarea Klokov - Юринея вапнякова
Pilosella officinarum Vaill. - Нечуйвітер звичайний
Serratula tinctoria L. - Серпій фарбувальний
Tanacetum vulgare L. - Пижмо звичайне
Telekia speciosa (Schreb.) Baumg. - Крем'яник гарний
Betulaceae - Березові
Carpinus betulus L. - Граб звичайний
Boraginaceae - Шорстколисті
Anchusa officinalis L. - Воловик лікарський
Nonea pulla DC. - Куряча сліпота звичайна
Campanulaceae - Дзвоникові
Campanula glomerata L. - Дзвоники скупчені
Campanula sibirica L. - Дзвоники сибірські
Caprifoliaceae - Жимолостеві
Scabiosa ochroleuca L. - Коростянка блідо-жовта
Caryophyllaceae - Гвоздикові
Dianthus membranaceus Borbas - Гвоздика перетинчаста
Celastraceae - Бруслинові
Euonymus europaeus L. - Бруслина європейська
Euonymus verrucosa Scop. - Бруслина бородавчаста
Cistaceae - Чистові
Helianthemum nummularium (L.) Mill. - Сонцецвіт звичайний
Crassulaceae - Товстолистові
Sedum acre L. - Очиток їдкий
Cyperaceae - Смикавцеві
Carex humilis Leyss. - Осока низька
Dennstaedtiaceae - Деннштедтієві
Pteridium aquilinum (L.) Kuhn - Орляк звичайний
Dryopteridaceae - Щитникові
Dryopteris carthusiana (Vill.) H.P. Fuchs - Щитник остистий
Equisetaceae - Хвощеві
Equisetum arvense L. - Хвощ польовий
Euphorbiaceae - Молочайні
Euphorbia seguieriana Neck. - Молочай Сегієрів
Fabaceae - Бобові
Anthyllis vulnearia L. - Заяча конюшина багатолиста
Astragalus cicer L. - Астрагал нутовий
Cytisus ruthenicus Wol. - Зіновать руська
Lotus corniculatus L. - Лядвенець рогатий
Medicago falcata L. - Люцерна серпувата
Securigera varia (L.) Lassen - В'язіль барвистий
Trifolium montanum L. - Конюшина гірська
Gentianaceae - Тирличеві
Gentiana cruciata L. - Тирлич хрещатий
Geraniaceae - Геранієві
Geranium robertianum L. - Герань Роберта
Hypericaceae - Звіробоєві
Hypericum perforatum L. - Звіробій звичайний
Iridaceae - Півникові
Iris aphylla L. - Півники безлисті
Lamiacaeae - Глухокропивові
Origanum vulgare L. - Материнка звичайна
Prunella grandiflora (L.) Scholler - Суховершки великоцвіті
Salvia pratensis L. - Шавлія лучна
Salvia verticillata L. - Шавлія кільчаста
Stachys officinalis (L.) Trevis. - Буквиця лікарська
Thymus calcareus Klok. Et Shost. - Чебрець вапняковий
Thymus pannonicus All. - Чебрець паннонський
Linaceae - Льонові
Linum flavum L. - Льон жовтий
Orobanchaceae - Вовчкові
Melampyrum pratense L. - Перестріч лучний
Odontites vulgaris Moench - Кравник звичайний
Plantaginaceae - Подорожникові
Linaria vulgaris Mill. - Льонок звичайний
Plantago lanceolata L. - Подорожник ланцетолистий
Veronica spicata L. - Вероніка колосиста
Poaceae - Тонконогові
Alopecurus pratensis L. - Китник лучний
Bothriochloa ischaemum (L.) Keng
Elytrigia intermedia (Host) Nevski - Пирій середній
Festuca valesiaca Schleich. ex Gaudin - Костриця валіська
Koeleria macrantha (Ledeb.) Schult. - Кипець великоцвітий
Phleum phleoides (L.) H. Karst. - Тимофіївка степова
Poa angustifolia L. - Тонконіг вузьколистий
Stipa capillata L. - Ковила волосиста
Polygalaceae - Китяткові
Polygala comosa Schkuhr - Китятки чубаті
Primulaceae - Первоцвітові
Primula veris L. - Первоцвіт весняний
Ranunculaceae - Жовтецеві
Adonis vernalis L. - Горицвіт весняний
Anemone sylvestris L. - Анемона лісова
Hepatica nobilis Mill. - Печіночниця звичана
Rosaceae - Розові
Agrimonia eupatoria L. - Парило звичайне
Filipendula vulgaris Moench. - Гадючник звичайний
Fragaria viridis Weston - Суниці зелені
Potentilla incana P. Gaertn., B. Mey. & Scherb. - Перстач сірий
Prunus spinosa L. - Терен колючий
Rubiaceae - Маренові
Galium verum L. - Підмаренник справжній

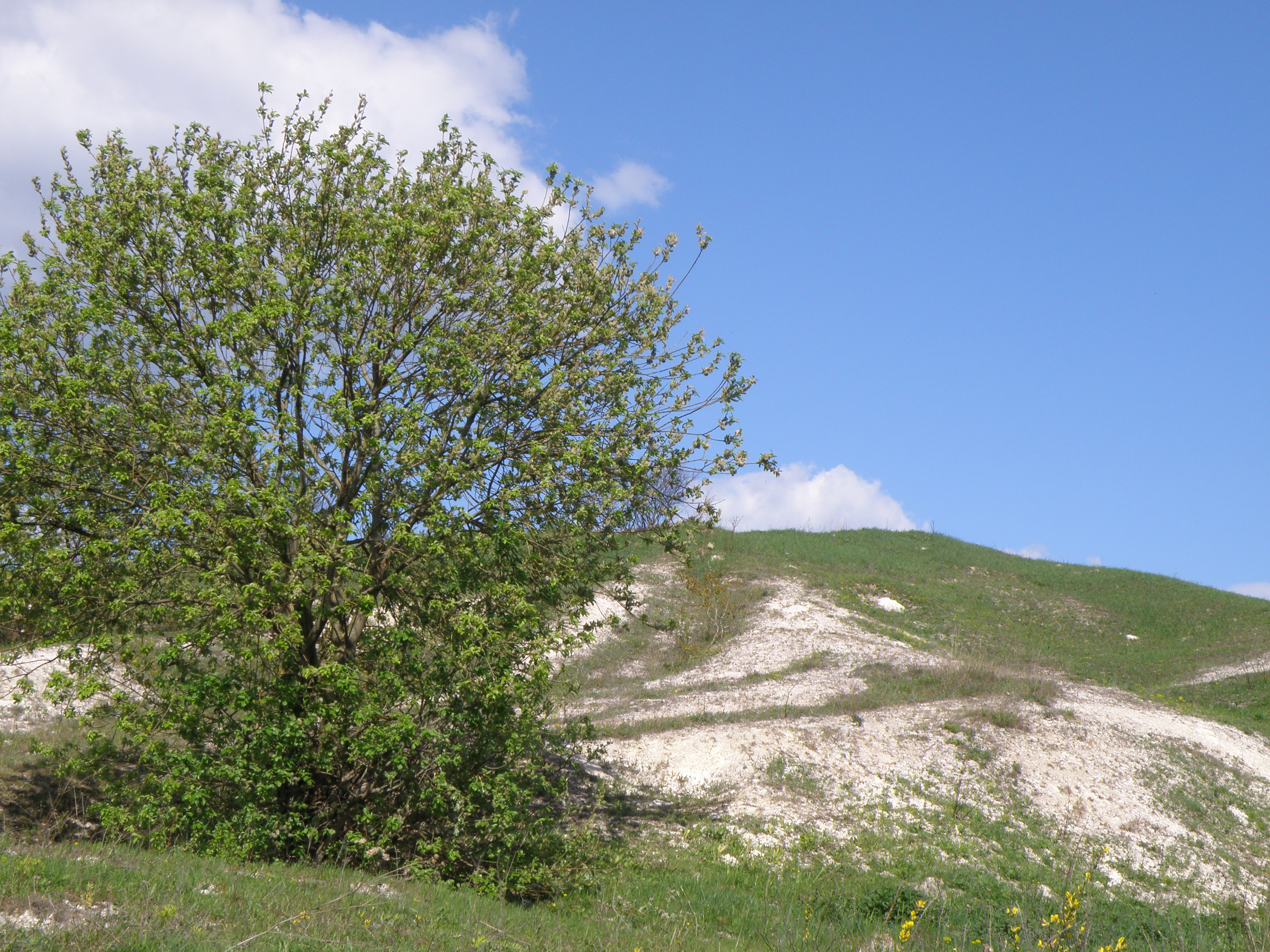
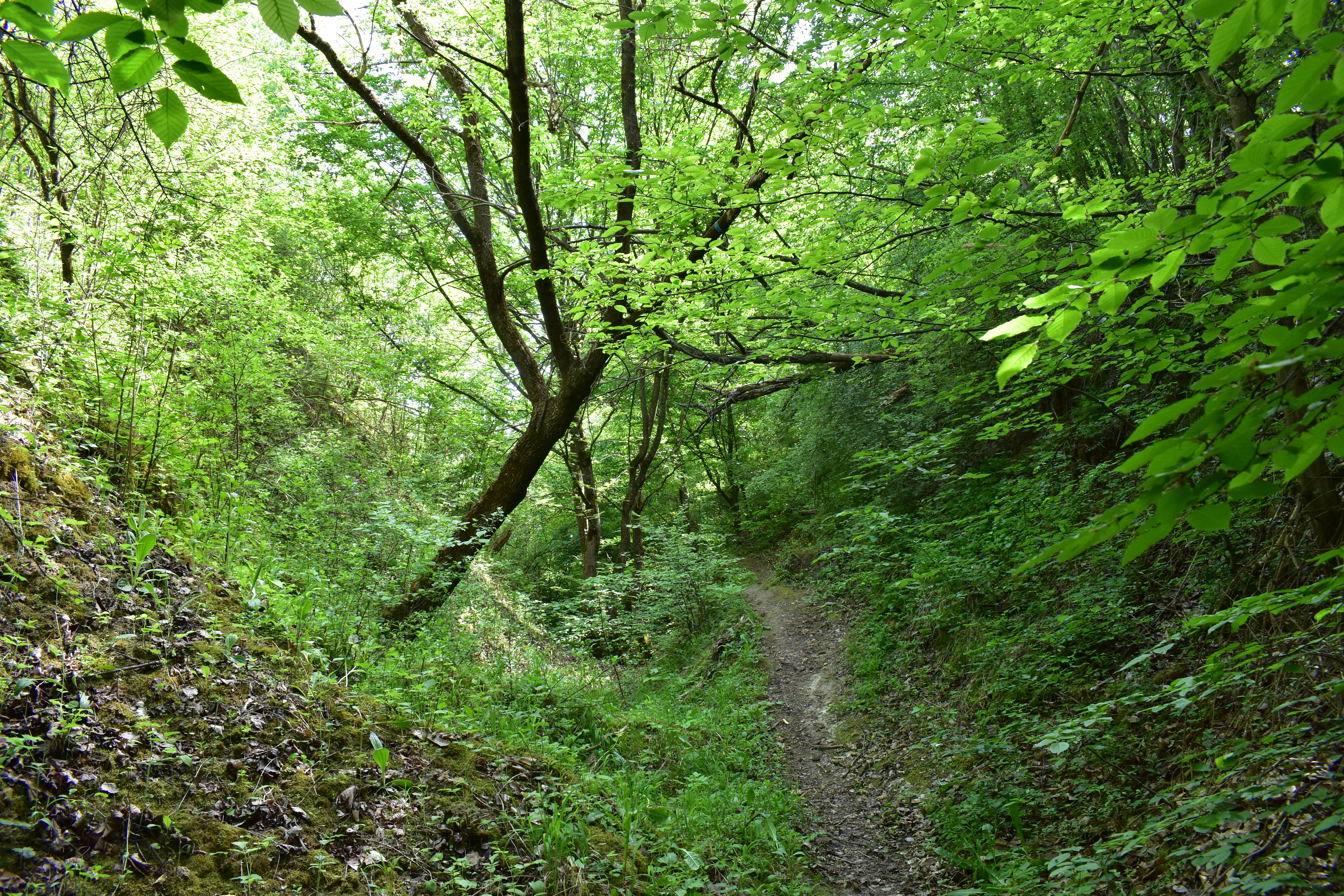
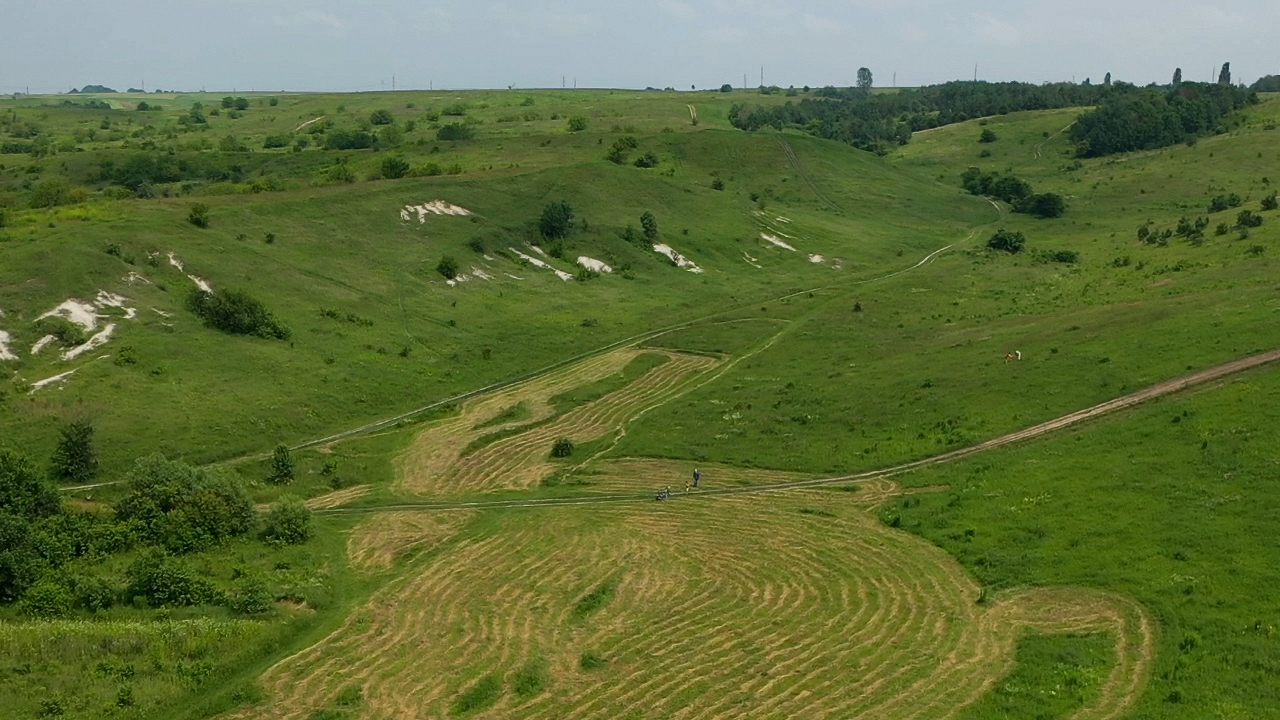
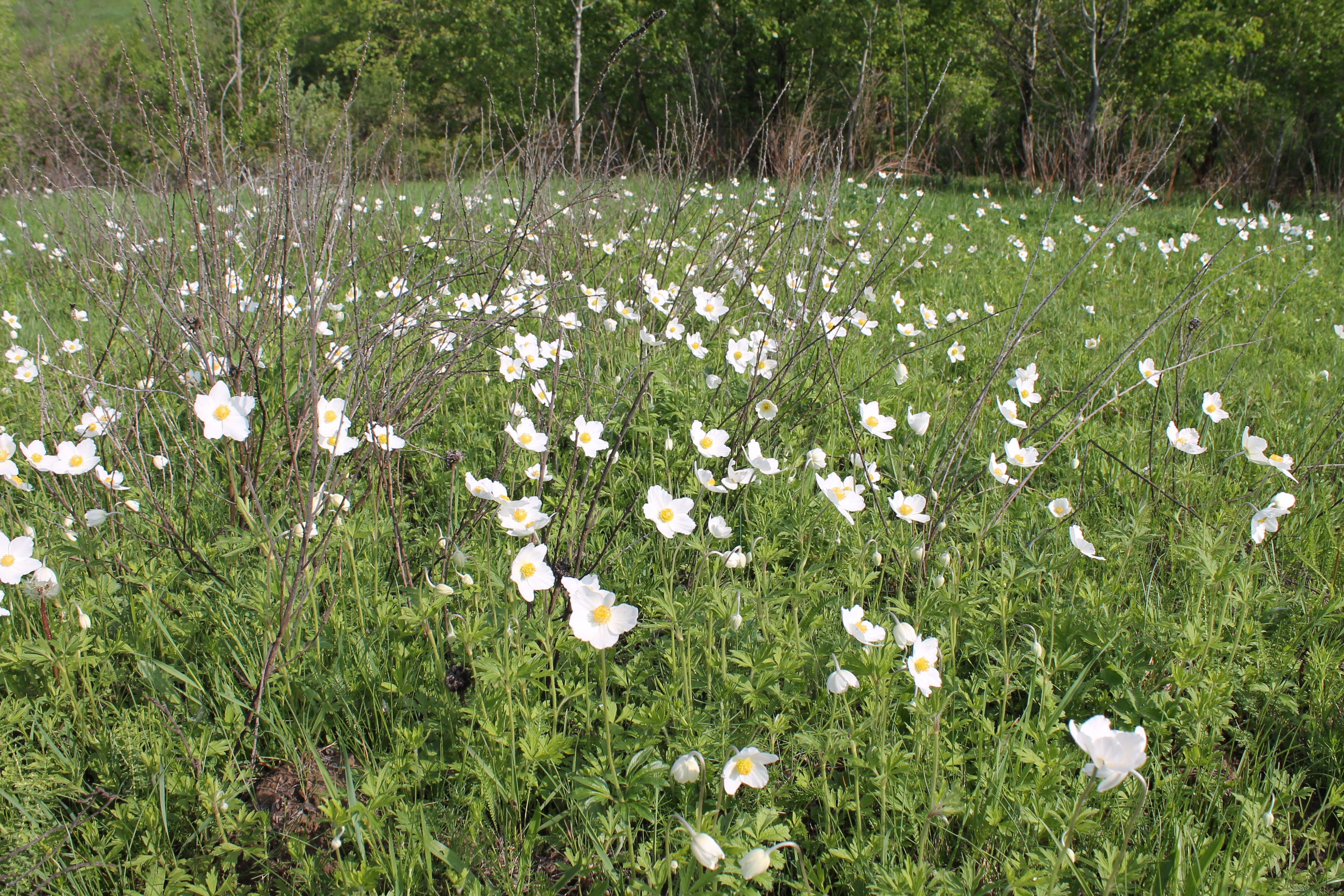
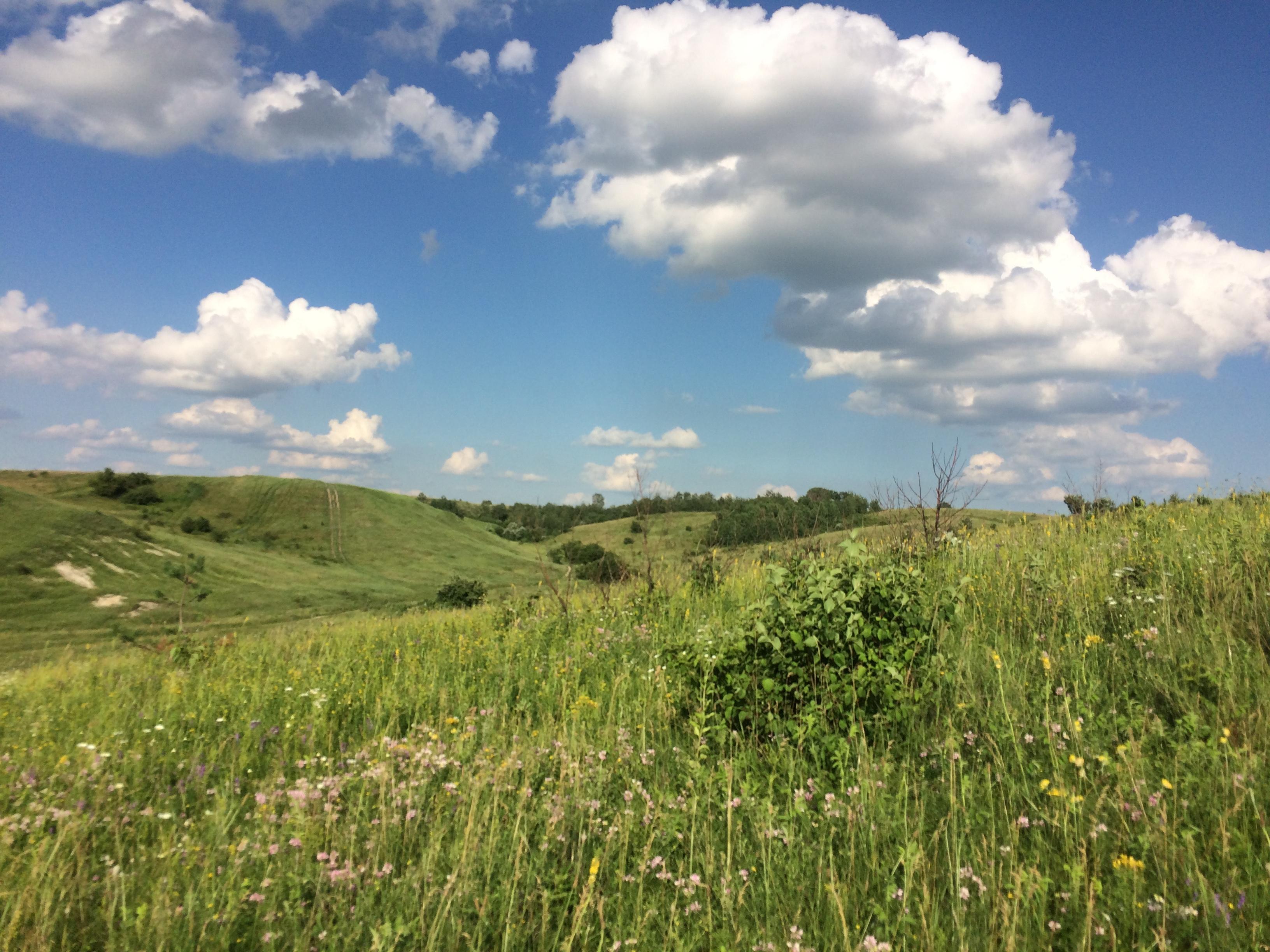
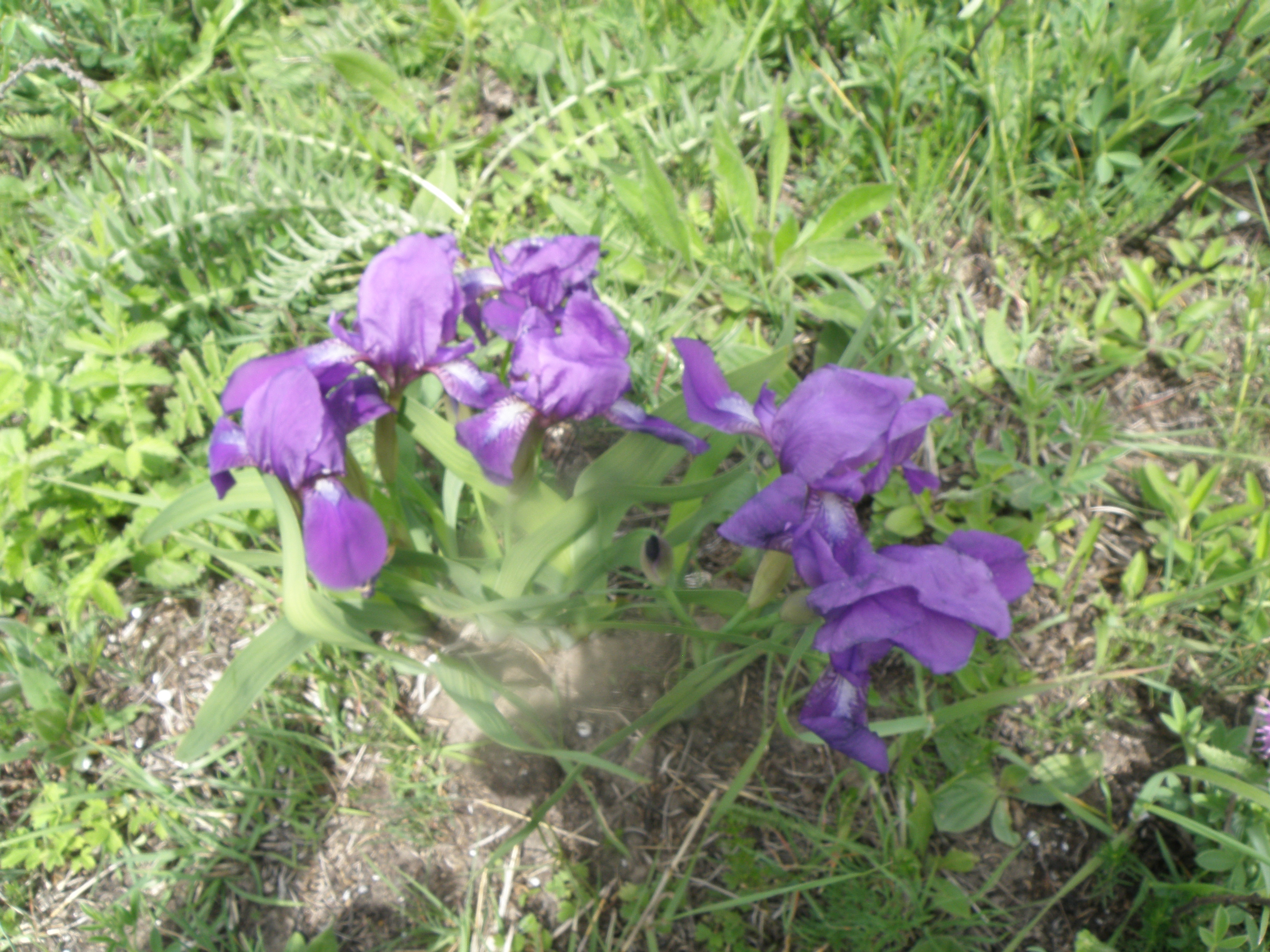
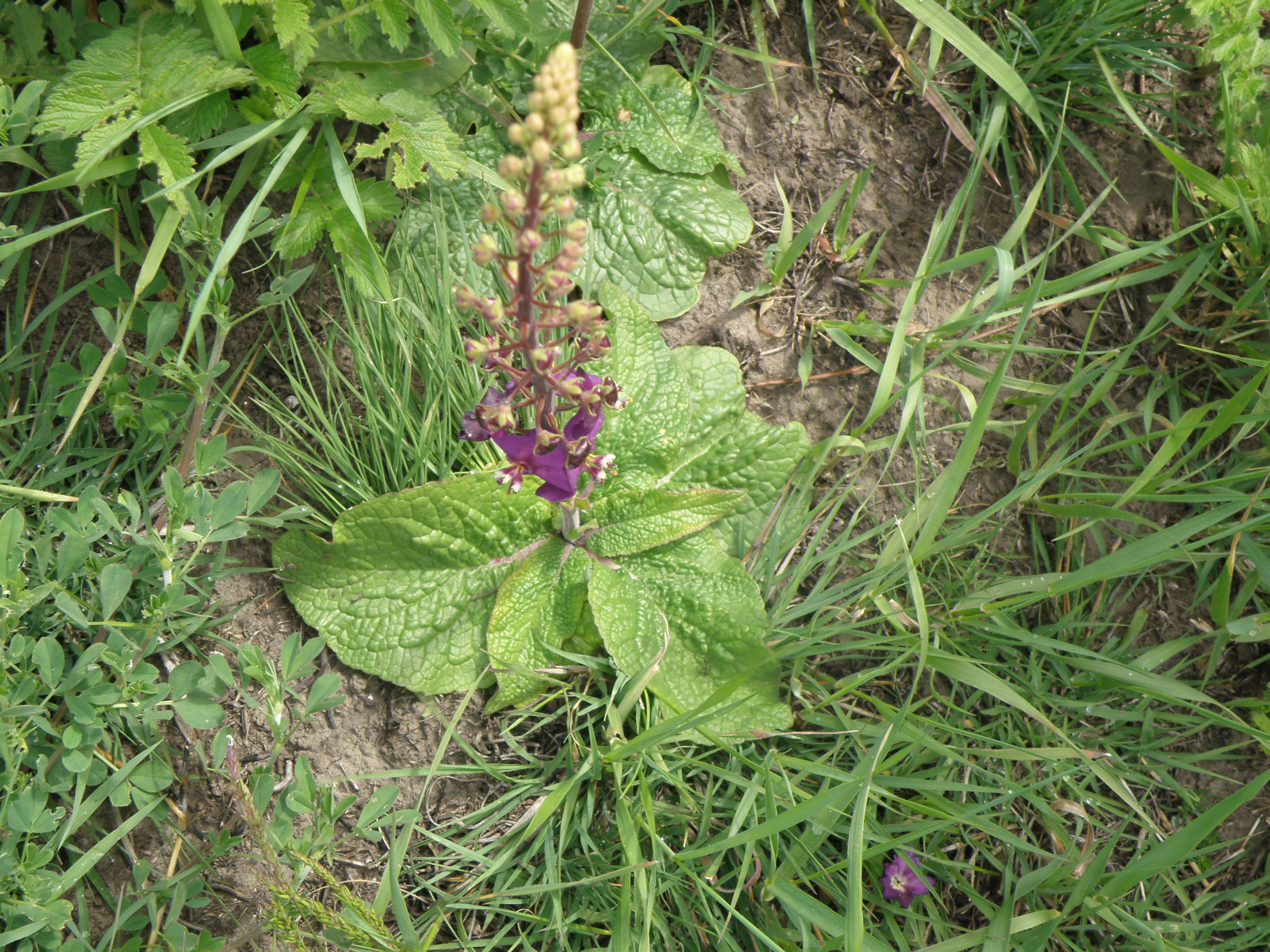

Salicaceae - Вербові
Populus tremula L. - Осика